# 7336 Saunders
A 7336 Saunders (ideiglenes jelöléssel 1989 RS1) egy földközeli kisbolygó. Eleanor F. Helin fedezte fel 1989. szeptember 6-án.